# 紅翼 (科羅拉多州)
紅翼（英語：Red Wing）是位於美國科羅拉多州韋爾法諾縣的一個非建制地區。該地的面積和人口皆未知。

## 地理
紅翼的座標為37°44′10″N 105°17′24″W / 37.73611°N 105.29000°W，而該地的平均海拔高度為2355米（即7726英尺）。